# Campeonato Mundial de Atletismo Sub-20 de 2021 - Arremesso de peso masculino
A prova do arremesso de peso masculino do Campeonato Mundial de Atletismo Sub-20 de 2021 ocorreu entre os dias 18 e 19 de agosto de 2021 no Centro Esportivo Internacional Moi, em Nairóbi, no Quênia. 

## Recordes
Antes desta competição, os recordes mundiais e do campeonato nesta prova eram os seguintes:
|       | Nome           | Nacionalidade | Distância | Local     | Data                 |
| ----- | -------------- | ------------- | --------- | --------- | -------------------- |
| WU20R | Jacko Gill     | Nova Zelândia | 23.00 m   | Auckland  | 18 de agosto de 2013 |
| CR    | Jacko Gill     | Nova Zelândia | 22.20 m   | Barcelona | 11 de julho de 2012  |
| WU20L | Steven Richter | Alemanha      | 20.35 m   | Mannheim  | 3 de julho de 2021   |

## Medalhistas
| Ouro                      | Prata               | Bronze             |
| Juan Carley Vázquez (CUB) | Yauheni Bryhi (BLR) | Jephté Vogel (SUI) |

## Cronograma
Todos os horários são locais (UTC+3). 
| Data         | Hora  | Evento       |
| ------------ | ----- | ------------ |
| 18 de agosto | 09:47 | Qualificação |
| 19 de agosto | 16:40 | Final        |

## Resultados

### Qualificação
Qualificação: 19,20 m (Q) ou pelo menos melhor 12 qualificado (q) 
| Posição | Grupo | Atleta                 | Nacionalidade               | Tentativas | Tentativas | Tentativas | Marca | Notas |
| Posição | Grupo | Atleta                 | Nacionalidade               | 1          | 2          | 3          | Marca | Notas |
| ------- | ----- | ---------------------- | --------------------------- | ---------- | ---------- | ---------- | ----- | ----- |
| 1       | A     | Juan Carley Vázquez    | Cuba                        | 18.82      | 18.60      | 19.66      | 19.66 | Q     |
| 2       | A     | Yauheni Bryhi          | Bielorrússia                | 19.07      | 19.28      |            | 19.28 | Q     |
| 3       | B     | Semen Borodayev        | Atletas Neutros Autorizados | 17.96      | 19.22      |            | 19.22 | Q     |
| 4       | A     | Muhamet Ramadani       | Kosovo                      | 18.89      | 18.35      | 18.87      | 18.89 | q     |
| 5       | A     | Arsalan Ghashghaei     | Irão                        | 17.13      | 18.71      | x          | 18.71 | q,    |
| 6       | B     | Kobe Lawrence          | Jamaica                     | 18.21      | 18.65      | 18.55      | 18.65 | q     |
| 7       | B     | Ilya Misouski          | Bielorrússia                | 18.49      | 18.15      | 18.62      | 18.62 | q     |
| 8       | B     | Savaş Parlak           | Turquia                     | 16.50      | 18.26      | x          | 18.26 | q     |
| 9       | A     | Jephté Vogel           | Suíça                       | 17.96      | x          | 18.22      | 18.22 | q     |
| 10      | B     | Márk Horváth           | Hungria                     | 16.85      | 18.02      | 16.62      | 18.02 | q     |
| 11      | B     | Amandeep Singh         | Índia                       | 17.92      | 17.75      | 17.90      | 17.92 | q     |
| 12      | A     | Melih Gökalp           | Turquia                     | 17.84      | x          | 17.19      | 17.84 | q     |
| 13      | A     | DJ Liebenberg          | África do Sul               | 15.00      | 17.69      | 17.06      | 17.69 |       |
| 14      | B     | Amirhossein Mamaghani  | Irão                        | 16.87      | 17.28      | 17.62      | 17.62 |       |
| 15      | B     | Aiden Smith            | África do Sul               | 16.94      | 16.64      | x          | 16.94 |       |
| 16      | A     | Konstantinos Gennikis  | Grécia                      | 16.92      | 16.48      | 13.07      | 16.92 |       |
| 17      | B     | Karel Šula             | Eslováquia                  | 16.69      | 16.90      | x          | 16.90 |       |
| 18      | A     | Konstantinos Alexiadis | Chipre                      | 16.48      | x          | 16.65      | 16.65 |       |
| 19      | B     | Giorgi Keinashvili     | Geórgia                     | 16.02      | 15.76      | 16.48      | 16.48 |       |
| 20      | A     | Dominic Kiprotich      | Quênia                      | 13.80      | 13.06      | x          | 13.80 |       |

### Final
A prova final foi realizada no dia 19 de agosto às 16:40. 
| Posição           | Atleta              | Nacionalidade               | Tentativas | Tentativas | Tentativas | Tentativas | Tentativas | Tentativas | Marca | Notas           |
| Posição           | Atleta              | Nacionalidade               | 1          | 2          | 3          | 4          | 5          | 6          | Marca | Notas           |
| ----------------- | ------------------- | --------------------------- | ---------- | ---------- | ---------- | ---------- | ---------- | ---------- | ----- | --------------- |
| Medalha de ouro   | Juan Carley Vázquez | Cuba                        | 19.47      | 19.68      | 18.92      | 18.85      | x          | 19.73      | 19.73 |                 |
| Medalha de prata  | Yauheni Bryhi       | Bielorrússia                | 19.70      | x          | x          | x          | 18.98      | x          | 19.70 | Recorde pessoal |
| Medalha de bronze | Jephté Vogel        | Suíça                       | 19.16      | 16.91      | 17.45      | x          | 17.52      | x          | 19.16 |                 |
| 4                 | Arsalan Ghashghaei  | Irão                        | 17.31      | 19.00      | 18.13      | 17.64      | 18.68      | 18.87      | 19.00 | Recorde pessoal |
| 5                 | Semen Borodayev     | Atletas Neutros Autorizados | 17.77      | x          | 18.55      | x          | 18.31      | 18.99      | 18.99 |                 |
| 6                 | Ilya Misouski       | Bielorrússia                | 18.99      | x          | x          | 17.86      | 18.40      | 18.23      | 18.99 |                 |
| 7                 | Muhamet Ramadani    | Kosovo                      | 18.97      | x          | 18.41      | 18.39      | 18.26      | 18.94      | 18.97 |                 |
| 8                 | Kobe Lawrence       | Jamaica                     | 17.51      | 18.32      | 17.99      | 17.71      | x          | x          | 18.32 |                 |
| 9                 | Melih Gökalp        | Turquia                     | 17.76      | 17.66      | x          |            |            |            | 17.76 |                 |
| 10                | Savaş Parlak        | Turquia                     | 17.10      | 17.34      | x          |            |            |            | 17.34 |                 |
| 11                | Márk Horváth        | Hungria                     | 16.71      | 17.32      | x          |            |            |            | 17.32 |                 |
| 12                | Amandeep Singh      | Índia                       | x          | x          | 17.08      |            |            |            | 17.08 |                 |

Legenda
| Recorde mundial       | Recorde mundial (World record)               |                       | Recorde africano                      | Recorde africano (African) |                                           | Q | Classificado por posição (Qualified) |
| Recorde do campeonato | Recorde do campeonato (Championship record)  | Recorde da América    | Recorde da América (Americas)         | q                          | Classificado por melhor tempo (Qualified) |   |                                      |
| Melhor marca do ano   | Melhor marca do ano (World leading)          | Recorde asiático      | Recorde asiático (Asian)              | DNS                        | Não largou (Did not start)                |   |                                      |
| Recorde nacional      | Recorde nacional (National record)           | Recorde europeu       | Recorde europeu (European)            | DNF                        | Não terminou (Did not finish)             |   |                                      |
| Recorde pessoal       | Recorde pessoal do atleta (Personal best)    | Recorde da Oceania    | Recorde da Oceania (Oceania)          | DSQ / DQ                   | Desclassificado (Disqualified)            |   |                                      |
| Recorde da temporada  | Recorde da temporada do atleta (Season best) | Recorde sul-americano | Recorde sul-americano (South America) | NM                         | Sem marca (No mark)                       |   |                                      |